# Ricardo Cabot Boix
Ricardo Cabot Boix (12. siječnja 1917.) je bivši španjolski hokejaš na travi. 
Na hokejaškom turniru na Olimpijskim igrama 1948. u Londonu je igrao za Španjolsku. Odigrao je jedan susret kao obrambeni igrač.

## Vanjske poveznice
- Profil na španjolskom olimpijskom odboru  Arhivirana inačica izvorne stranice od 6. veljače 2012. (Wayback Machine) (šp.)